# Wappen der Malediven
Das Wappen der Malediven wird von einer Kokospalme hinter einem Halbmond mit Stern dominiert. Im heraldischen Sinn ist es ein Symbol, da es keinen Wappenschild aufweist.

## Beschreibung
Unter einer grünen Palme schwebt ein goldener Halbmond mit einem ebenso gefärbten fünfzackigen Stern. An den Seiten flankiert je eine Staatsflagge das Symbol. Unter allem befindet sich der Schriftzug Ad–Dawlat Al–Mahaldheebiyya (arabisch الدولة المحلديبية)-

## Symbolik des Wappens
Die Palme steht für die Landesnatur und die Wirtschaft der Malediven. Die Ausfuhr von Kopra spielte in der Vergangenheit eine große Rolle.
Der besternte facettierte Halbmond symbolisiert die Staatsreligion, den Islam.

Flagge der Malediven

Die Palme wird flankiert von zwei Flaggen des Staates.
Unterhalb des Halbmondes befindet sich der Schriftzug Ad–Dawlat Al–Mahaldheebiyya (arabisch الدولة المحلديبية), was mit Staat der Tausend Inseln bzw. Staat der Malediven zu übersetzen ist. (Der Staat besteht aus etwa 2000 Inseln.)